# Dopaje genético
El dopaje genético es el uso no terapéutico de la terapia génica para mejorar el rendimiento atlético. Esto se consigue mediante la introducción de un gen artificial en el cuerpo que modifica la expresión génica.
El desarrollo de las terapias genéticas han hecho saltar las alarmas en el deporte, donde se puede abusar de ella, se denomina terapia génica a la transferencia de material genético por medio de vectores a determinados tejidos o células para el tratamiento o prevención de una enfermedad o trastorno.
A día de hoy son muchos los estudios sobre terapia génica. Los primeros fueron con la eritropoyetina (EPO) y la hormona del crecimiento (muy utilizadas en el dopaje convencional), por lo que vemos que terapia génica y deporte desde primer momento se encuentran estrechamente ligados.
Actualmente esta transferencia de genes tiene unos resultados “inmaduros”, todavía se desconocen todos los problemas.
Siendo también los esteroides un tipo de terapia o dopaje genético.